# Naródnik
Naródnik (singular), rus: народник AFI /nɐˈrodʲnʲɪk/ o Naródniki (plural) (rus: народники, AFI /nɐˈrodʲnʲɪkʲɪ/, que se sol traduir com a populista o populistes és el nom que reben els revolucionaris russos de les dècades de 1860 i 1870. El seu moviment va ser conegut com a Naródnitxestvo, rus: Народничество (populisme). El terme deriva de l'expressió russa Khojdénie v narod, rus: Хождение в народ (en català: «Anant cap al poble»). El moviment dels naródniki va ser una mena de socialisme camperol,construït sobre entitats econòmiques autònomes; entre diversos pobles, enllaçats entre ells, en una mena de federació que substituïa l'Estat. La seva primera organització va sorgir en els anys 1860 i es va anomenar Terra i Llibertat rus: Земля и Воля, Zemlia i Volia. 

## Origen
Els naródniki van sorgir en resposta als conflictes creixents entre el pagesia i els kulaks. Els grups no van establir una organització concreta, però compartien el propòsit general comú d'enderrocar la monarquia i els kulaks, i distribuir la terra entre els camperols. Els naródniki creien en general que el socialisme no era necessàriament un resultat del desenvolupament industrial, i que era possible saltar-se el capitalisme completament, com a etapa cap al socialisme, per entrar directament en un cert tipus de socialisme.
Els naródniki creien que la pagesia era la classe revolucionària que enderrocaria la monarquia, i consideraven la comuna local com l'embrió del socialisme. De tota manera, creien que la pagesia no assoliria l'èxit en la revolució pels seus propis mitjans, sinó que la història només podia ser feta per herois, personalitats destacades, que guiarien a una pagesia, altrament passiva, cap a la revolució.

## La campanya de 1874
A la primavera de 1874, els conflictes entre els kulaks i la pagesia van portar temps turbulents als centres urbans de Rússia, i la «intel·lectualitat Narodnik» va deixar les ciutats pels pobles, anant "entre el poble" (d'aquí el nom), tractant d'ensenyar als camperols el seu imperatiu moral per rebel·lar-se. Tot just van trobar suport.
Donat el fons social dels naródniki, generalment pertanyents a la classe mitjana i mitjana-alta, no eren ben rebuts pels camperols russos i la seva cultura. Van passar molt temps aprenent costums camperoles, vestits i danses. En alguns casos, fins i tot van haver d'aprendre rus, ja que els russos acomodats de l'oest generalment parlaven francès o alemany.
En arribar a alguns pobles o llogarets, vestits apropiadament i cantant i dansant el que havien après, molts pagesos russos, completament desencantats de l'enlluernament de la Rússia occidental, els van prendre per bruixes. Molts van ser perseguits per grups de vigilants, amb freqüència foren assetjats amb estris de conreu o sotmesos a espantoses proves i cremats en la foguera.
La policia secreta tsarista, Okhranka, va respondre a l'intent amb una repressió extrema: els revolucionaris i els seus simpatitzants camperols van ser colpejats, empresonats i exiliats. En 1877, els naródniki  es van rebel·lar amb el suport de milers de revolucionaris i camperols. En tot cas, el moviment va ser una vegada més ràpidament i brutal esclafat.

## Crisi, transformació i llegat
En resposta a aquesta repressió d'una organització oberta i espontània, es va formar el primer partit revolucionari rus: «La Voluntat del Poble», rus: Народная воля, Naródnaia Vólia, amb un programa revolucionari adaptat a les condicions extremadament repressives: terrorisme conduït per una societat secreta.
Encara que aquest partit no va durar molt, els posteriors socialistes revolucionaris, socialistes populars i trudovikí van compartir tots tàctiques similars, amb idees i pràctiques originàriament establertes pels naródniki.